# پرلات موستا
پرلات موستا (آلبانیایی: Perlat Musta؛ زادهٔ ۱۵ اکتبر ۱۹۵۸) بازیکن سابق و مربی فوتبال اهل آلبانی است.
از باشگاه‌هایی که در آن بازی کرده‌است می‌توان به باشگاه فوتبال دینامو بخارست و باشگاه فوتبال پارتیزانی تیرانا اشاره کرد.
وی همچنین در تیم‌های ملی فوتبال زیر ۲۱ سال آلبانی و آلبانی بازی کرده‌است.